# Pazerav

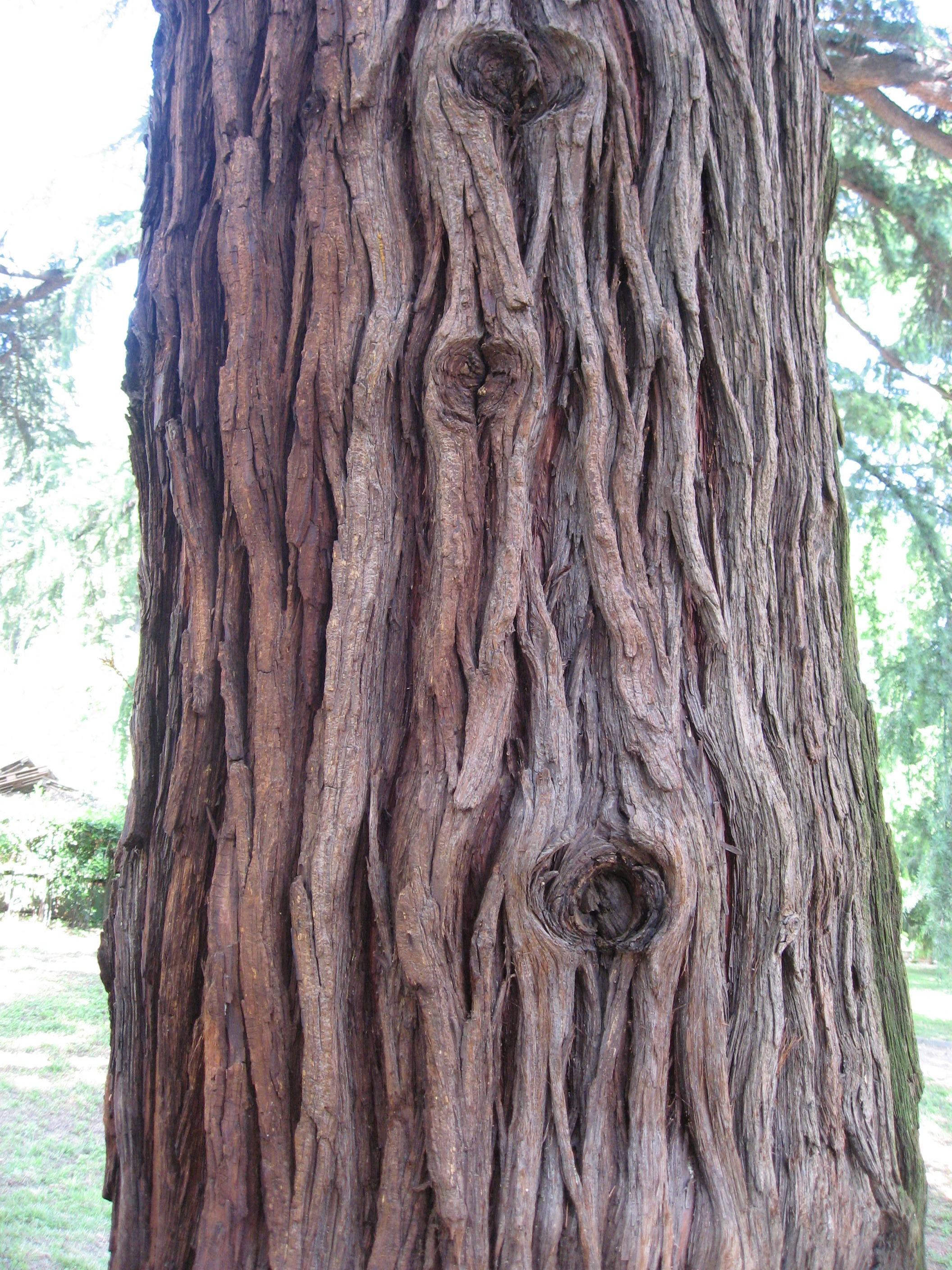
Kmen pazeravu sbíhavého

Pazerav (Calocedrus) je malý rod stálezelených jehličnatých stromů z čeledi cypřišovitých. Je to rod s východoasijskou a západoamerickou disjunkcí čtyř sobě podobných druhů.

## Historie
Fosilní nálezy potvrzují podobnost prehistorických druhů rodu pazerav nalezených v Asii i v Americe a naopak odlišnost prehistorických druhů z Evropy. Z těchto nálezů se odvozuje, že druhy v Americe i Asii jsou stejného původu a k jejich oddělení došlo pravděpodobně v eocénu, při zrušení pevninského mostu přes Beringův průliv (asi před 35 mil. roků).

## Taxonomie
Rod pazerav je tvořen čtyřmi druhy:
- pazerav sbíhavý (Calocedrus decurrens), roste v Severní Americe ve Spojených státech amerických a severozápadním Mexiku, je ze všech nejhojnější a nejlépe prozkoumaný a podle IUCN je hodnocen jako málo dotčený druh (LC).
- Calocedrus macrolepis roste v Číně, Tchaj-wanu, Myanmaru, Laosu a Vietnamu. Je to typový druh rodu. Podle IUCN je považován za téměř ohrožený druh (NT).
- Calocedrus formosana, roste na Tchaj-wanu a podle IUCN je považován za ohrožený druh (EN).
- Calocedrus rupestris, byl popsán teprve roku 2004, roste ve Vietnamu a čínské provincii Kuang-si a je podle IUCN také považován za ohrožený druh (EN).

## Popis
Druhy rodu pazerav jsou dlouhověké, stálezelené stromy s vysokými, sloupovitými kmeny a úzkou korunou. Jejich poměrně řídce rostoucí větve mají ploché, v jedné řadě rostoucí větévky s protistojnými, dimorfními, šupinatými lístky vyrůstajícími ve čtyřech řadách. Lístky jsou zašpičatělé, k větévce přitisklé a střechovitě se navzájem překrývají.
Terminální šištice jsou jednodomé a rostou jednotlivě. Samčí jsou podlouhlé a obsahují 6 až 8 párů mikrosporofylu se dvěma až pěti mikrosporangii. Samičí šištice, 20 až 30 mm velké, jsou podlouhlé nebo elipsovité a obsahují tři páry vstřícných semenných šupin, z nich jen střední je fertilní. Ve zralosti jsou dřevnaté a obsahují nejvýše čtyři semena s nestejně dlouhými křídly, uzrávají a vypadávají již prvým rokem.
Chromozomové číslo rodu je x = 11. Rod získal své jméno z řečtiny, kde ‚Callos‘ značí krásný a ‚Kedros‘ je cedr.

## Využití
Tyto stromy mají dřevo sice měkké, ale odolné proti hnilobě, voňavé a snadno opracovatelné. Dřevo z druhů Calocedrus decurrens a Calocedrus macrolepis je používáno pro výrobu nábytku nebo drobnější stavební práce ve venkovním prostředí, kde se využívá jejich odolnosti vůči vlhkosti. Jsou také vysazovány jako okrasné stromy do měst, parků a zahrad. Druhy Calocedrus formosana a Calocedrus rupestris mají dřevo obdobných vlastností, ale pro nízké početní stavy jsou vzácné a pro komerční využití nejsou dostupné.

## Galerie

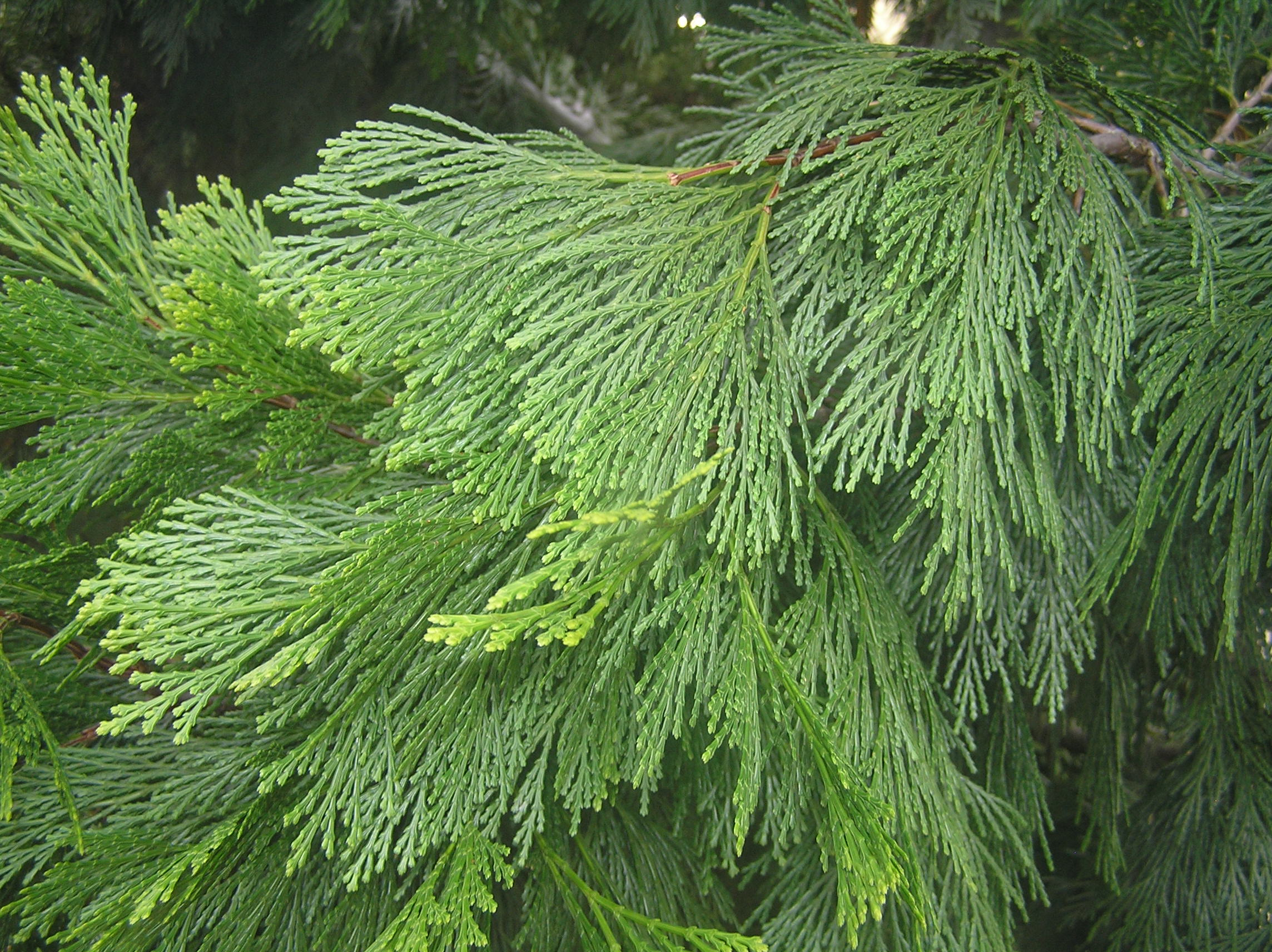
Pazerav sbíhavý, větvičky se šupinovitými lístky
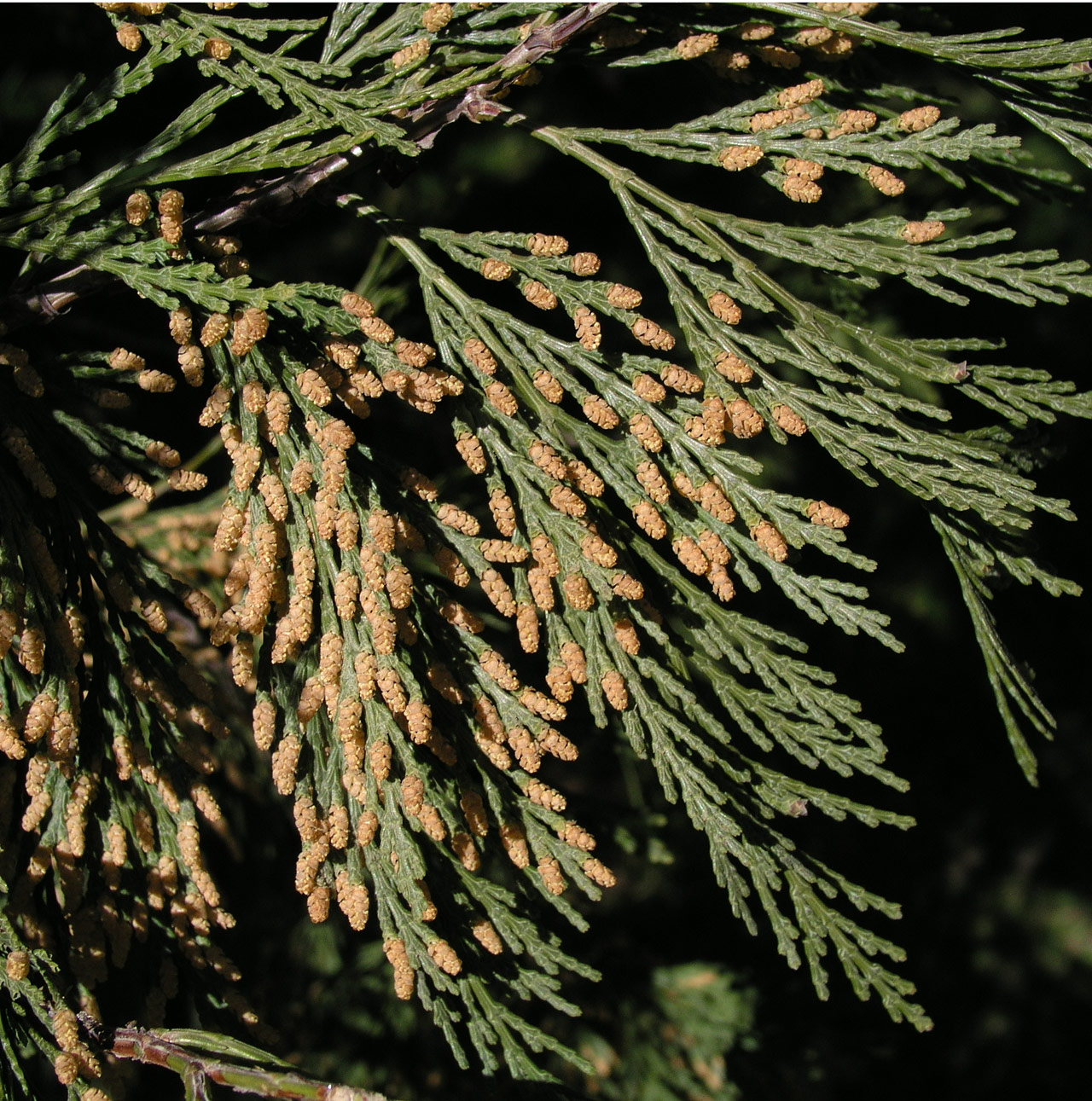
Samičí šištice pazeravu sbíhavého
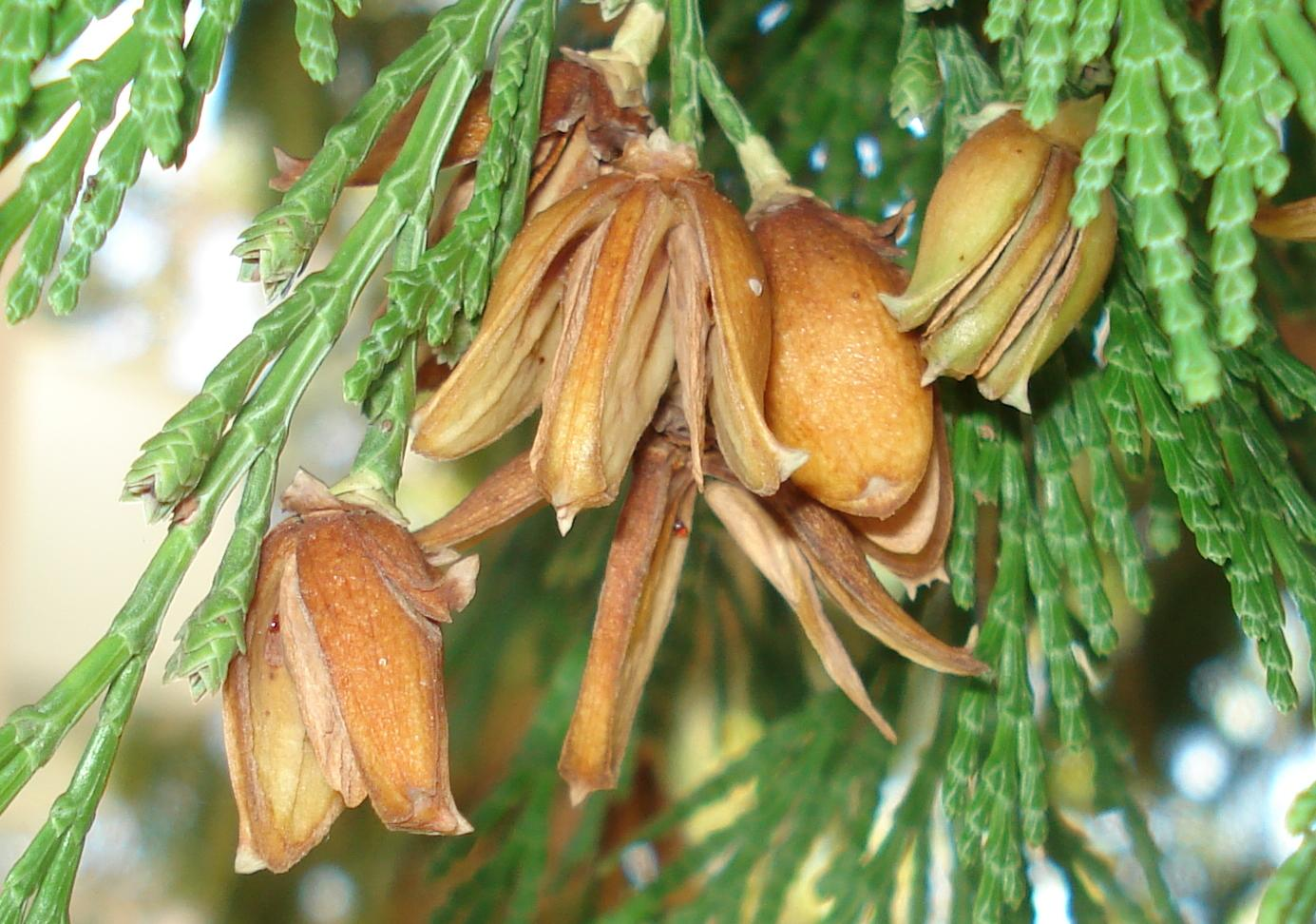
Zralé šišky pazeravu sbíhavého
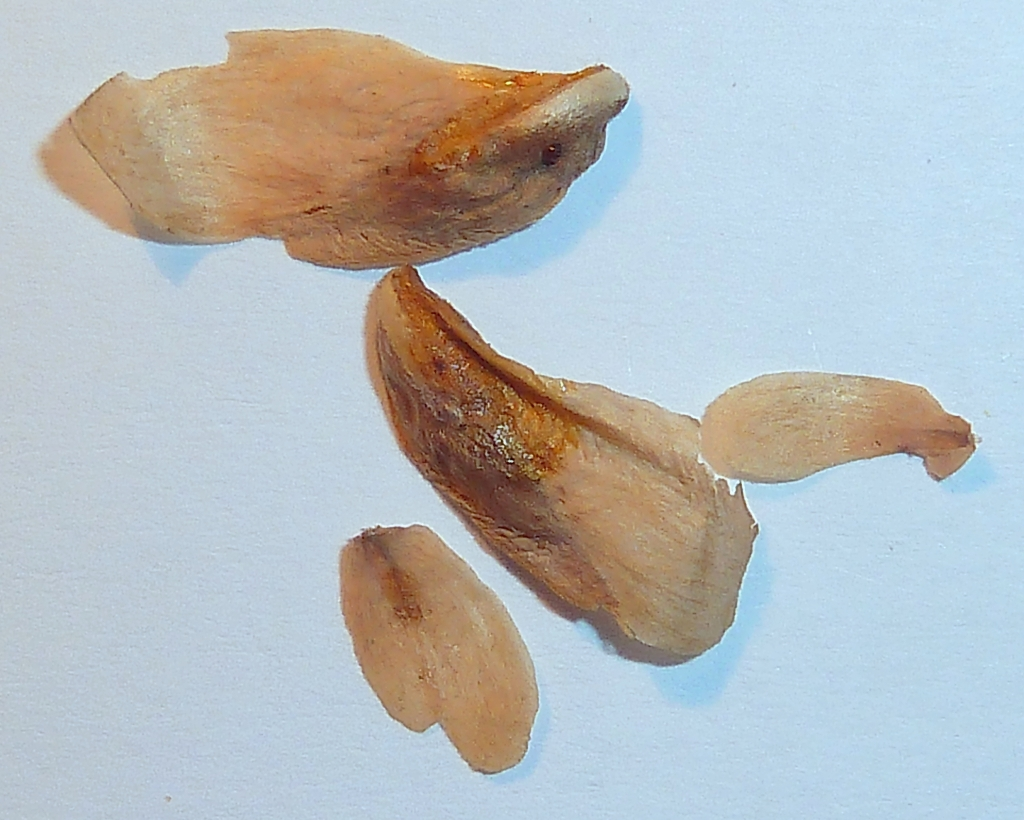
Okřídlená semena pazeravu sbíhavého